# Pinza para espaguetis

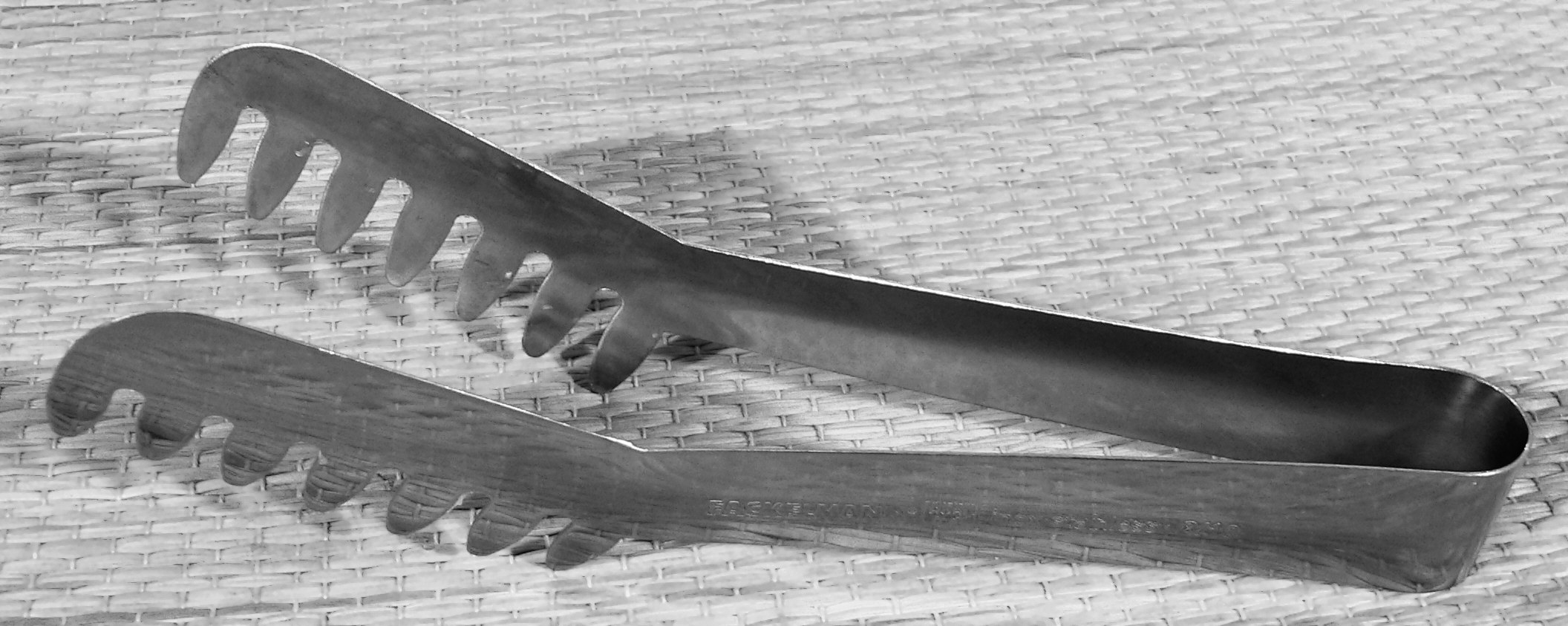
pinzas de Spaghetti.

La pinza para espaghetis es una pinza muy empleada en la cocina italiana para recoger la pasta o el espagueti recién cocido de la olla y servirlo en los diferentes platos. Estas pinzas suelen estar fabricadas en metal, aunque pueden verse también versiones de inferior calidad fabricadas con plástico. Este tipo de pinza resulta muy adecuado para recoger cualquier otro alimento cocido con forma alargada, como por ejemplo las salchichas.
En ocasiones, si falta esta pinza entre los utensilios de cocina pueden emplearse dos tenedores, que sostenidos con ambas manos hacen la misma función de repartir la pasta en los platos. 